# Arbetarens kärlek
Arbetarens kärlek (kinesiska: 劳工之爱情; pinyin: Laogong zhi aiqing) är en kinesisk kortfilm från 1922. Den är också känd under titeln En frukthandlares romans (kinesiska: 掷果缘; pinyin: Zhi guo yuan). Den är, vad man vet, den äldsta, ännu bevarade, kinesiska filmen. Filmen var även en av filmbolaget Mingxings första filmer. Den skrevs och regisserades för övrigt av Mingxings grundare, Zhang Shichuan respektive Zheng Zhengqiu.
Värt att notera är att filmen har både kinesisk och engelsk text, på grund av att vid den här tiden bodde ett stort antal västerlänningar i Shanghai.